# 鄭繻公
鄭繻公（？—前396年），姬姓，名駘，為鄭國第二十四任君主，鄭幽公之子（《史記·鄭世家》作幽公之弟），在位27年。
前408年韓景侯伐鄭，取雍丘。次年鄭伐韓，在負黍擊敗韓兵。前400年鄭圍韓之陽翟。前398年繻公殺其相子陽，兩年後子陽之黨弒繻公。